# پیوالیک اسید
پیوالیک اسید (به انگلیسی: Pivalic acid) با فرمول شیمیایی C5H10O2 یک ترکیب شیمیایی با شناسه پاب‌کم 5460532 است. که جرم مولی آن ۱۰۲٫۱۳۲ گرم بر مول می‌باشد. 